# Jankel Adler
Pour les articles homonymes, voir Adler.
 (juillet 2016).
Si vous disposez d'ouvrages ou d'articles de référence ou si vous connaissez des sites web de qualité traitant du thème abordé ici, merci de compléter l'article en donnant les références utiles à sa vérifiabilité et en les liant à la section « Notes et références ».
Jankel Adler, né le 26 juillet 1895 à Tuszyn (en royaume du Congrès), et mort le 25 avril 1949 à Aldbourne (dans le Wiltshire, dans le Sud de l'Angleterre), est un peintre et graveur juif polonais.

## Biographie
Jankel Adler est né à Tuszyn dans la banlieue de Łódź. Septième d'une famille de dix enfants. En 1912, il commence une formation de graveur avec son oncle à Belgrade. En 1914 il déménage à Barmen en Allemagne où il vit pendant un temps avec sa sœur. Là, il étudie au Collège des arts et des métiers avec le professeur Gustav Wiethuchter.
De 1918 à 1919, il regagne Łódź, où il est cofondateur d'un groupe d'artistes d'avant-garde. En 1920, il part brièvement à Berlin. En 1921, il retourne à Barmen, et en 1922 il s'installe dans la ville de Düsseldorf. Là, il devient professeur à l'Académie des arts, et fait la connaissance du peintre suisse Paul Klee. Ce dernier influence considérablement son travail. Une peinture d'Adler reçoit une médaille d'or à l'exposition "L'art allemand de Düsseldorf" en 1928.
En 1929 et 1930 il poursuit ses voyages d’études, à Majorque et en Espagne. Pendant la campagne électorale allemande de juillet 1932 il s'associe à un groupe d'artistes de gauche et des intellectuels et publie un appel contre la politique du Parti national-socialiste et pour le communisme. De par son statut d’artiste moderne et de personne de confession judaïque, il subit fortement la persécution instaurée par le régime d'Hitler qui prend le pouvoir en 1933. Cette même année, deux de ses œuvres sont exposées par les Nazis au Centre d'Arts de Fritz Mannheimer comme exemples d'art dégénéré, Adler quitte alors l'Allemagne, et se réfugie à Paris où il considère son exil comme un signe de résistance politique contre le régime fasciste en Allemagne. Durant les années qui suivent, Adler voyage à de nombreuses reprises en Pologne, Italie, Yougoslavie, Tchécoslovaquie, Roumanie et Union soviétique. En 1937, vingt-cinq de ses œuvres sont retirées des collections publiques par les Nazis et quatre sont présentées à L'exposition Entartete Kunst (Art Dégénéré) à Munich.
Avec le déclenchement de la Seconde Guerre mondiale en 1939, Adler se porte volontaire pour intégrer l'armée polonaise alors reconstituée en France ; en 1941 il est révoqué pour des raisons de santé et part vivre dans la ville de Kirkcudbright en Écosse où son travail à cette époque inclut sa Vénus de Kirkcudbright. En 1943, il déménage à Londres.  

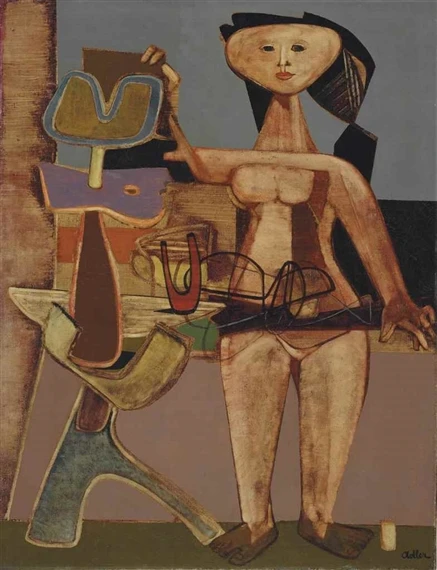
The Venus of Kirkcudbright

Jankel Adler meurt à Whitley Cottage à Aldbourne, dans le Wiltshire, le 25 avril 1949 à l'âge de 53 ans. Il avait appris peu de temps auparavant qu'aucun de ses neuf frères et sœurs n'avait réchappé à la Shoah.

## Œuvre
Adler est fortement influencé par l'œuvre de Pablo Picasso, ainsi que celle de Fernand Léger. Il aimait expérimenter différentes matières, avec notamment des mélanges de sable. Il peignait majoritairement des sujets en rapport avec la religion judaïque et quelques compositions abstraites.